# Sawade (Unternehmen)

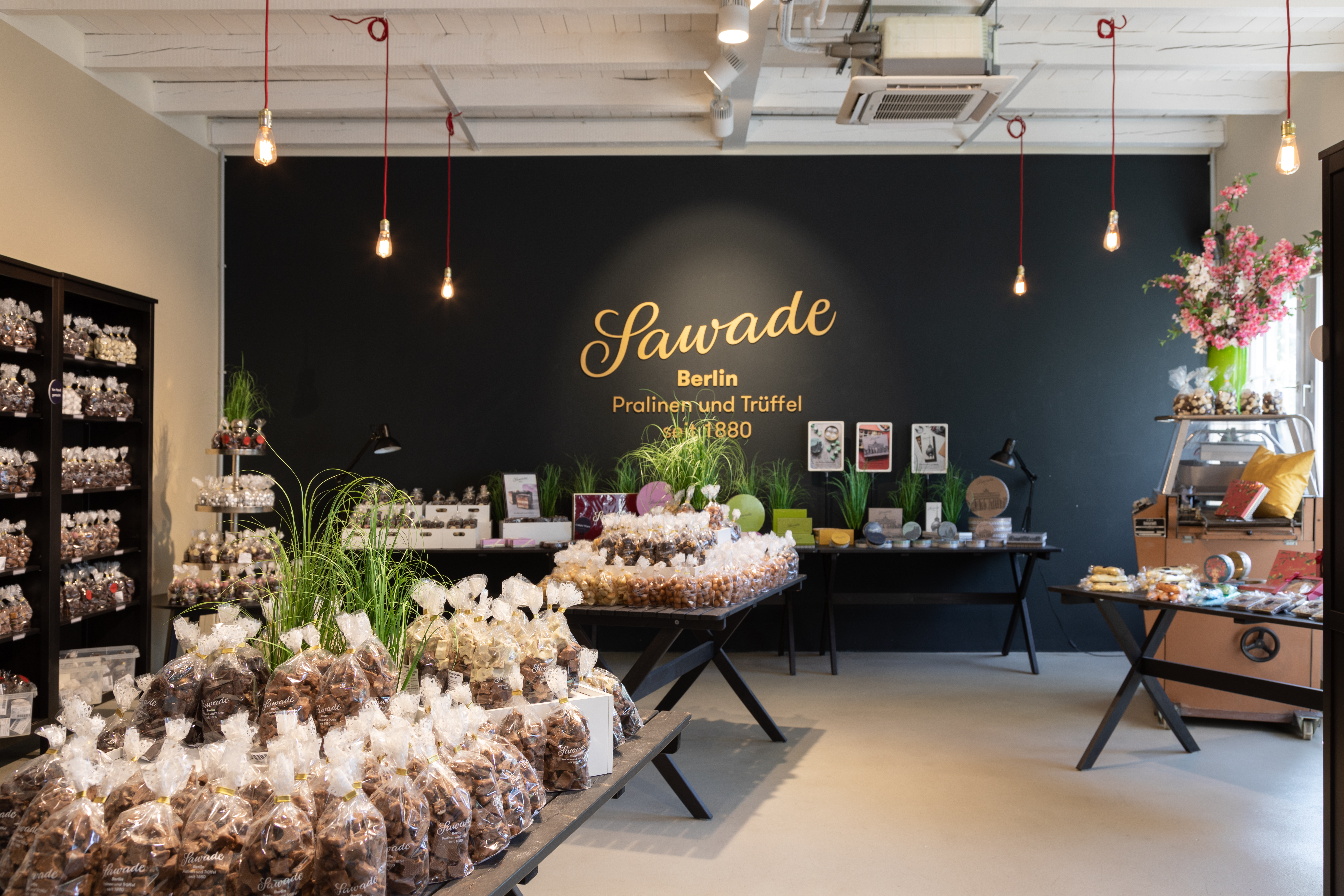
Werksverkauf

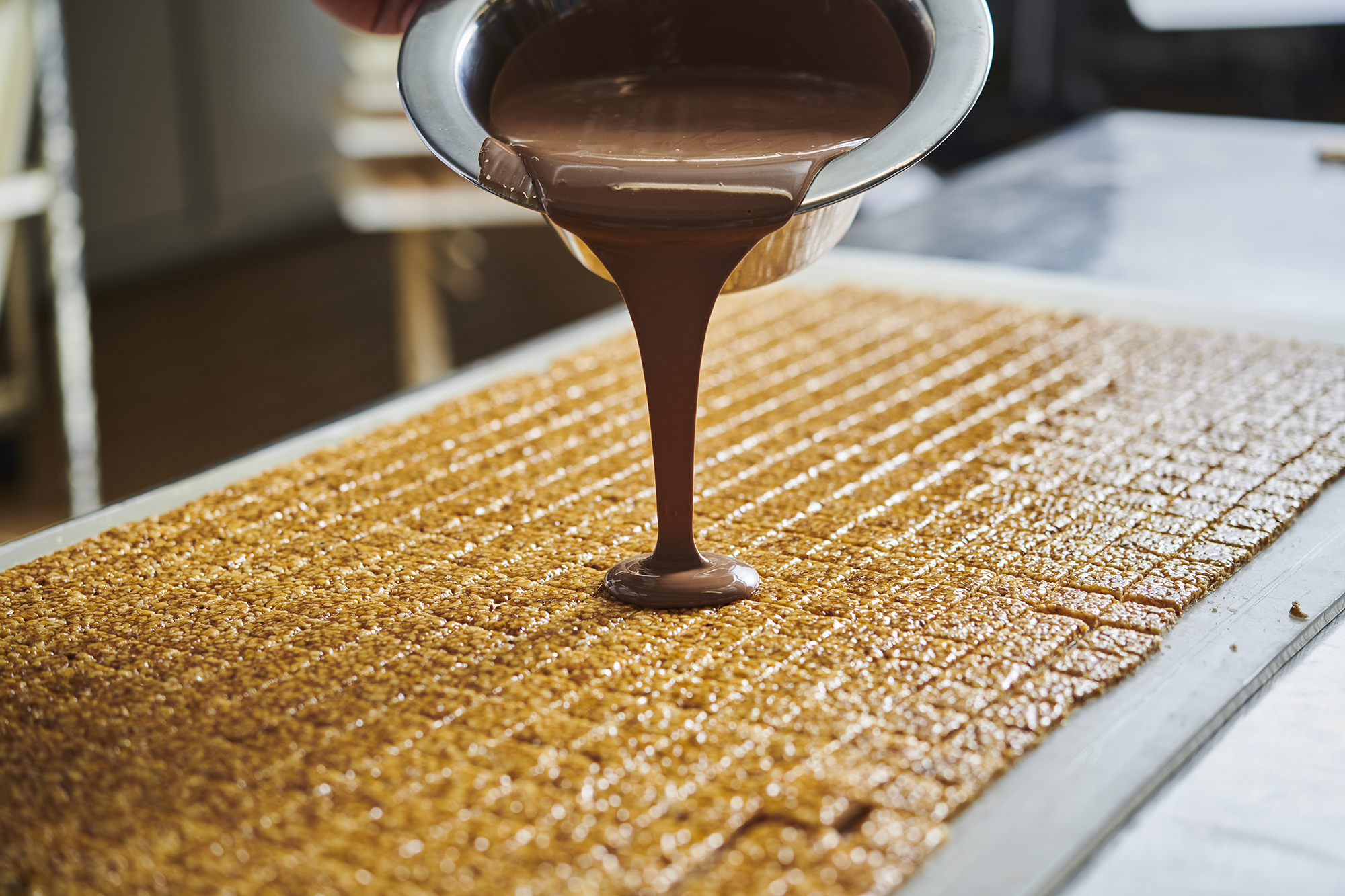
Traditionell hergestellter Krokant

Sawade GmbH ist die älteste Pralinenmanufaktur in Berlin. Sie wurde im Jahr 1880 "Unter den Linden" in Berlin-Mitte gegründet. Das Unternehmen hat sich darauf spezialisiert, handgemachte Pralinen, Trüffel und Schokoladenspezialitäten herzustellen.

## Geschichte
Die Manufaktur geht auf Ladislaus Maximilianus Ziemkiewics zurück. Nachdem er in Paris das Pralinen-Handwerk erlernt hatte, eröffnete er im Jahr 1880 sein erstes Geschäft in der Straße Unter den Linden. Dort vertrieb er neben Pralinen auch Konfekt und Bonbons. Den Namen seiner Unternehmung leitete er von seiner Nachbarin Marie de Savadé ab. Sawade wurde bereits kurz nach Gründung zum Königlichen Hoflieferanten ernannt und durfte das Königliche Wappen tragen. Bis zum Ende des Zweiten Weltkriegs waren z. B. die Prinzen August Wilhelm von Preußen und Sigismund von Preußen Abnehmer von Sawade-Pralinen und Pasteten. Nach einem Eigentümerwechsel in den 1970er Jahren wurde das Werk im Bezirk Berlin-Reinickendorf errichtet. Dort wurden von etwa 70 Mitarbeitern täglich bis zu 2.000 kg Pralinen und Trüffel hergestellt. Nach der Wiedervereinigung geriet Sawade in Schwierigkeiten. Trotz drei eigener Filialen und eines Werksverkaufs gelang es Sawade nicht, im Einzelhandel mit der Marke Fuß zu fassen. Neue Kunden und Händler wurden nicht ausreichend erschlossen. 2013 beantragte das Unternehmen mit seinen damals knapp 40 Mitarbeitern Insolvenz. Nachdem die Marke Sawade vom Ehepaar Hübel Ende 2013 übernommen worden war, änderte man die Verpackungslinie grundlegend. Zudem wurde die Produktpalette reduziert und die Qualität gestärkt, sodass heute etwa 300 verschiedene Pralinen und Trüffel angeboten werden. Nach Ausbruch der Corona-Pandemie im Frühjahr 2020 geriet Sawade erneut in Schwierigkeiten. Im August 2020 musste die Sawade GmbH zum zweiten Mal Insolvenz anmelden. In Eigenverwaltung und mit einem neuen Investor konnte Sawade die Krise überwinden und das Unternehmen beschäftigte 2022 rund 75 Mitarbeiter.

## Sawade heute

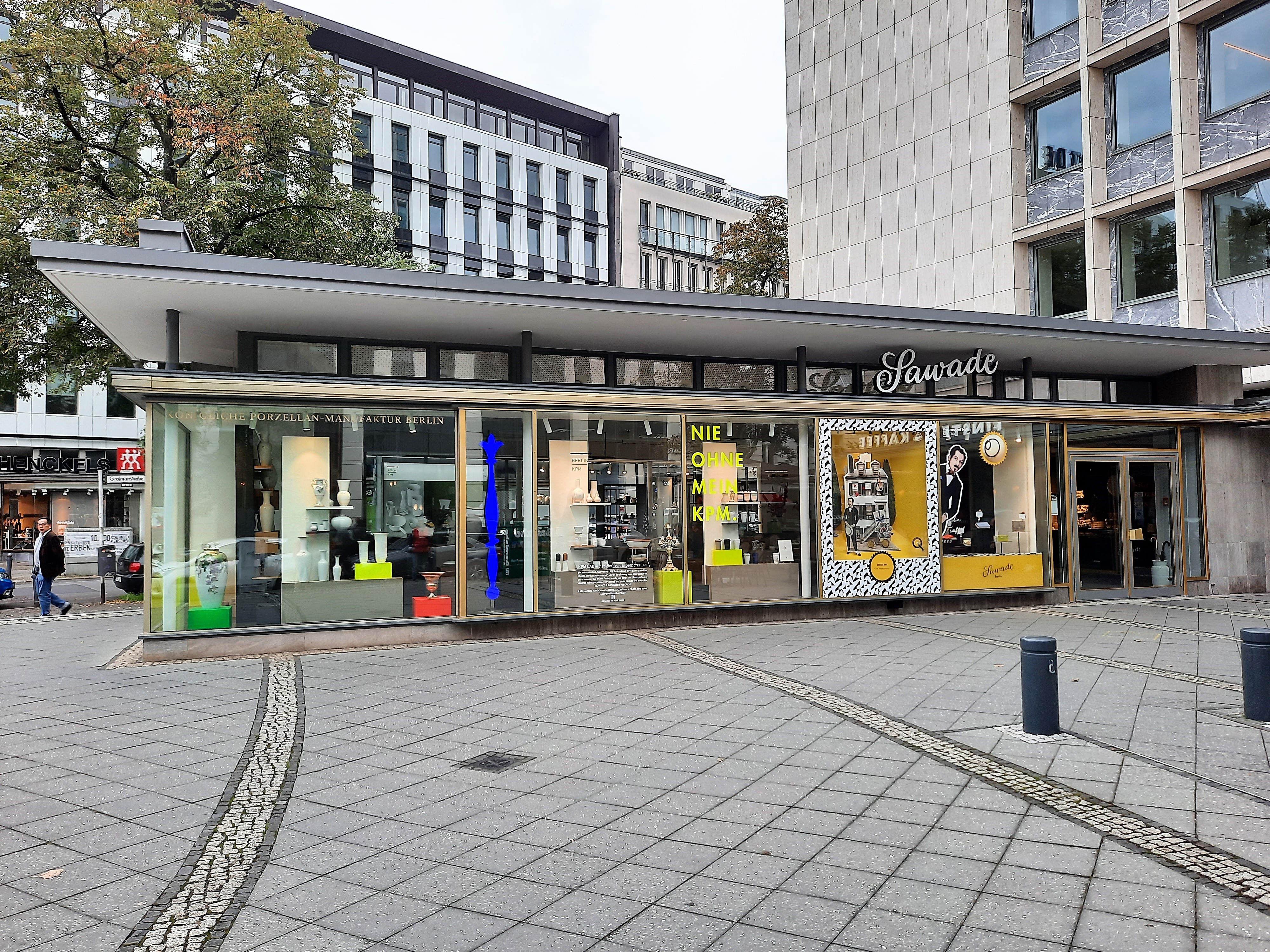
Pavillon am Kurfürstendamm

Die Pralinen werden in Handarbeit und unter Verzicht auf chemische Konservierungsmittel, Palmöl und künstliche Aromen in Berlin hergestellt. Neben einem Werksverkauf direkt neben der Manufaktur betreibt Sawade acht eigene Ladengeschäfte – in den Hackeschen Höfen, im KaDeWe, in der Reichsstraße, Friedrichstraße, Bergmannstraße, Drakestraße, Rüdesheimer Straße und am Kurfürstendamm. Des Weiteren werden die Produkte über einen eigenen Online-Shop sowie über externe Fachhändler vertrieben.